# Cameron Forbes
Cameron Forbes es un periodista y autor australiano. Nació en Rockhampton en Queensland. Trabajó para The Age como corresponsal en Asia y también en Europa. Además, se convirtió en editor extranjero; fue también corresponsal en Washington para The Australian. Ha informado desde zonas de conflicto en el Oriente Medio, así como en Ruanda, Sri Lanka, Afganistán, y Bouganville.
Ha escrito libros de no-ficción incluyendo Hellfire: The Story of Australia, Japan and the Prisoners of War.

## Libros
- Hellfire: The Story of Australia, Japan and the Prisoners of War (Pan Macmillan 2005)
- Under the Volcano: The Story of Bali (Black Inc. Publicación 2007)
- The Korean War: Australia in the Giants Playground (Pan Macmillan 2010)
- Australia on Horseback: The story of the horse and the making of a nation (Pan Macmillan 2014)